# Basilica di Maria Santissima del Soccorso
La basilica di Maria Santissima del Soccorso o chiesa madre o matrice è il principale luogo di culto cattolico ubicato in Piazza Don Minzoni di Sciacca.

## Storia

### Epoca bizantina
Tempio dedicato a San Pietro, chiesa di San Pietro in Castro, primitivo luogo di culto con funzioni di chiesa madre ubicato entro la cinta muraria del castello vecchio.

### Epoca normanna
Fondata nel 1108 da Giulietta la Normanna, figlia del conte Ruggero al centro dell'antico quartiere Ruccera. Signora di Sciacca dal 1100 al 1136, incarna le vicende personali con Roberto I di Bassavilla, legame osteggiato dal padre, con quelle della peccatrice penitente, alla quale volle dedicare il tempio più grande fra quelli patrocinati ed edificati nella Signoria di Sciacca.
Un'altra versione attribuisce l'edificazione al padre Ruggero d'Altavilla quale voto di ringraziamento alla Vergine Maria sotto il titolo dell'«Assunta». Era consuetudine dei membri del casato d'Altavilla innalzare chiese e cattedrali nei luoghi teatro delle più cruente battaglie contro l'invasore arabo, evento che si incardina nel lungo processo di ricristianizzazione dell'isola.
La progettazione della medievale costruzione è affidata ad Isidoro Incisa. Del primitivo impianto sono pervenute le absidi rivolte ad oriente e i poderosi archi gotici quattrocenteschi.

### Epoca aragonese
Il sacro tempio era anche utilizzato come polo sociale ove venivano discusse e definite le scelte politico - amministrative della cittadina. 
Il 30 giugno 1443 è celebrata la solenne ordinazione episcopale di Matteo de Gallo e Gimarra dell'Ordine dei frati minori conventuali di San Francesco d'Assisi, futuro beato della chiesa cattolica.

### Epoca spagnola

#### Epidemie e affidamento
Come città di mare e alla stessa stregua delle due capitali del Regno, anche Sciacca sperimentò i lutti derivanti dalle varie epidemie di peste. In tempi differenti ma, congrui con il contagio avvenuto a Palermo il 7 giugno 1624 e la grande epidemia del 1630 che interessò gran parte della penisola, fra continui scoppi di focolai e la riproposizione di altri quiescenti, l'intero territorio isolano, città di Sciacca compresa, non restarono immuni dal flagello.
Il 1 febbraio 1626 l'intera popolazione promosse un pellegrinaggio, chiamato "Û vutu", dalla chiesa di Sant'Agostino alla chiesa madre col fine di impetrare la liberazione dal contagio. Il giorno seguente una folta schiera d'appartenenti alle corporazioni di marinai portò in pellegrinaggio la statua della Madonna del Soccorso seguendo lo stesso itinerario. Giunti nell'area della Piccola Maestranza, dal cielo cadde un fulmine che colpì i piedi della Madonna. In quel preciso istante si sprigionò una fumata che si estese alla città e tutti i saccensi guarirono dalla peste. Da questa data ebbe avvio e si definì una delle più sentite tradizioni saccensi.

#### Riedificazione e ridedicazione
La chiesa presentava l'impianto a croce latina con tre ampie navate, monumentali archi in stile normanno e colonne ioniche. Il 15 dicembre 1656 si verificò il crollo di un cantonale che interessò la facciata. Un lungo dibattimento portò ad una conclusione: ricostruzione sulle fondamenta normanne mantenendo intatte le absidi e gli archi gotici.
La riedificazione del tempio fu eseguita negli anni a cavallo il 1656 e il 1686 su progetto di Michele Blasco. Alle opere di ripristino seguì la dedicazione alla Beata Vergine Maria del Soccorso, proclamata nuova patrona di Sciacca.

### Epoca contemporanea
- 1829, Apparato decorativo e stucchi, opere di Salvatore Gravanti. Affreschi opere di Tommaso Rossi, figlio di Mariano Rossi.

Nel luglio del 1991 papa Giovanni Paolo II ha elevato il tempio alla dignità di basilica minore.

## Facciata
La basilica sorge su un leggero declivio, pertanto il piano di calpestio è raccordato alla sede stradale da una breve gradinata con accesso ad un piccolo sagrato recintato con balaustre con tipiche colonnine ad anfora. Prospetto tripartito con nervature verticali in pietra viva costituite da paraste binate poggianti su alti plinti delimitanti i tre varchi d'accesso. Con i recenti restauri le estese parti in tufo creano un delicato contrasto cromatico con le limitate superfici intonacate. Singole paraste in conci delimitano le pareti con finestre dei prospetti nord e sud. Un cornicione con elaborate modanature e cornici marcapiano separano i due ordini. Chiude la prospettiva nella parte centrale un frontone incompleto che richiama l'architettura del primo ordine, raccordato ad esso da maestose volute a ricciolo. Stesse volute di raccordo e contrafforti lungo tutto lo sviluppo della copertura superiore.
Prospetto barocco con elementi rinascimentali e unico campanile sul lato sinistro. Colonne e capitelli ionici si sovrappongono alle paraste interne delle nervature centrali su entrambi gli ordini, sostenendo un timpano ad archi sovrapposti e spezzati che delimita il portale principale. Completano la decorazione della facciata tre sculture di Giandomenico e Antonino Gagini realizzate nel 1541, rispettivamente Santa Maria Maddalena, statua collocata fra i timpani ad arco dell'ingresso principale, San Pietro Apostolo e San Paolo Apostolo collocate entro le nicchie sovrastanti i timpani ad arco degli ingressi minori del prospetto. Le colonne del secondo ordine delimitano un finestrone con vetrate istoriate decorato con volute e sormontato da timpano a triangolo. Al centro sulla sommità una croce in ferro battuto.
La statua raffigurante San Calogero arricchisce l'ingresso laterale destro contraddistinto da rampe di scale con la Fontana del mascherone di corso Vittorio Emanuele. Quest'ultimo manufatto proveniente dall'aggregato della chiesa di Santa Maria delle Giummare. L'ingresso laterale sinistro di vicolo Duomo è abbellito con la statua di San Giovanni Battista. Tutte le statue verosimilmente parti di una tribuna con ornati realizzata nel presbiterio, in seguito smantellata per successivi rimaneggiamenti degli interni.

## Interno

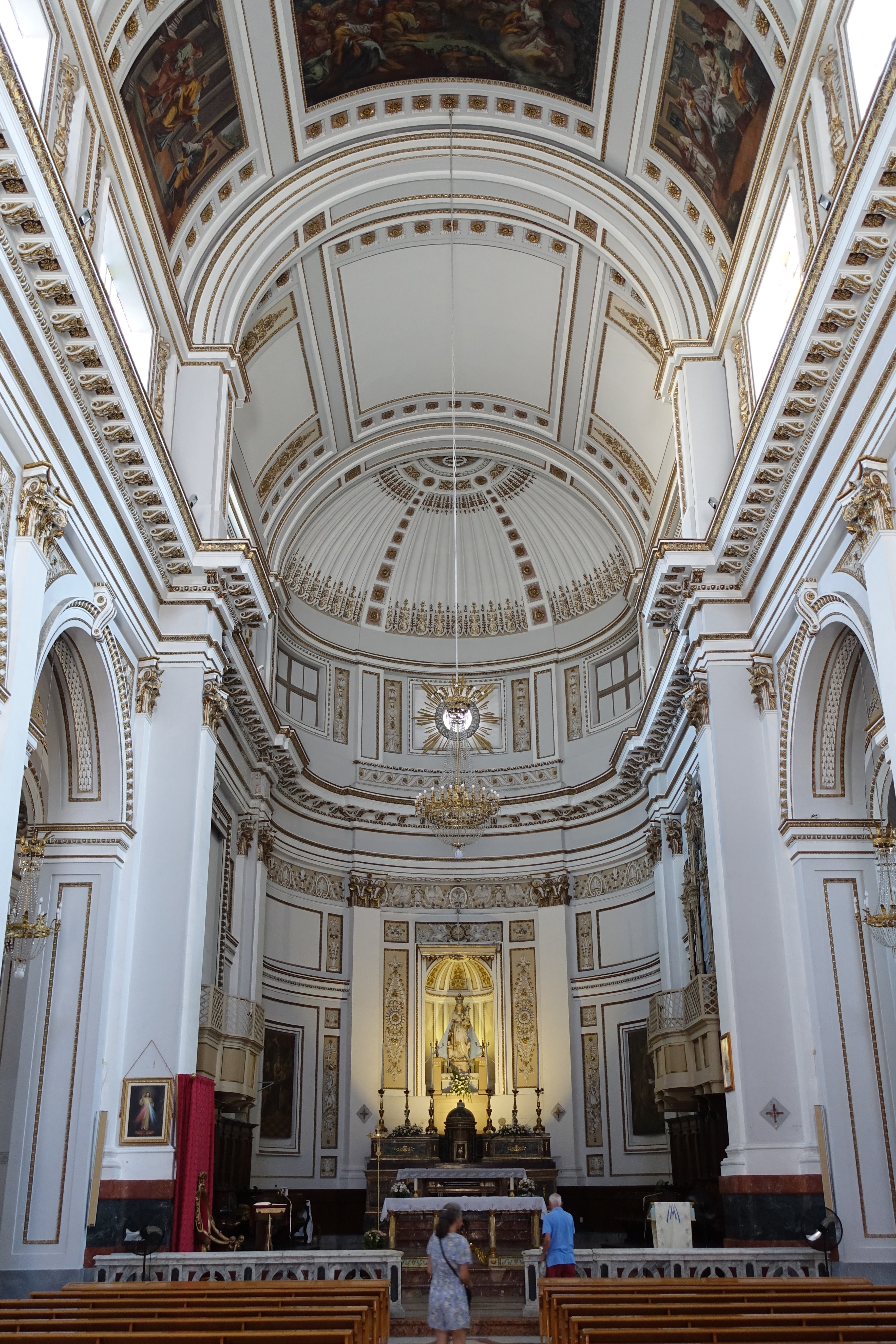

Con la rimodulazione seicentesca le colonne sono state trasformate in possenti pilastri e gli archi ogivali mutati in archi a tutto sesto. Nel primitivo tempio sono documentate 14 cappelle e 23 altari. Oggi sono presenti quattro cappelle per navata minore, due nel transetto, due absidiole, un cappellone.
Il soffitto della navata centrale è interamente affrescato con la raffigurazione del Trono di Dio e la corte celeste, tema tratto dall'Apocalisse, ai lati dieci quadroni illustranti scene di vita di Santa Maria Maddalena, sull'asse mediano centrale sono presenti altri due quadroni: uno all'ingresso e l'altro in prossimità del presbiterio raffiguranti rispettivamente la Gloria di Maria e la Trasfigurazione.
Tutto il ciclo pittorico è opera di Tommaso Rossi, figlio di Mariano Rossi, realizzato nel 1829.

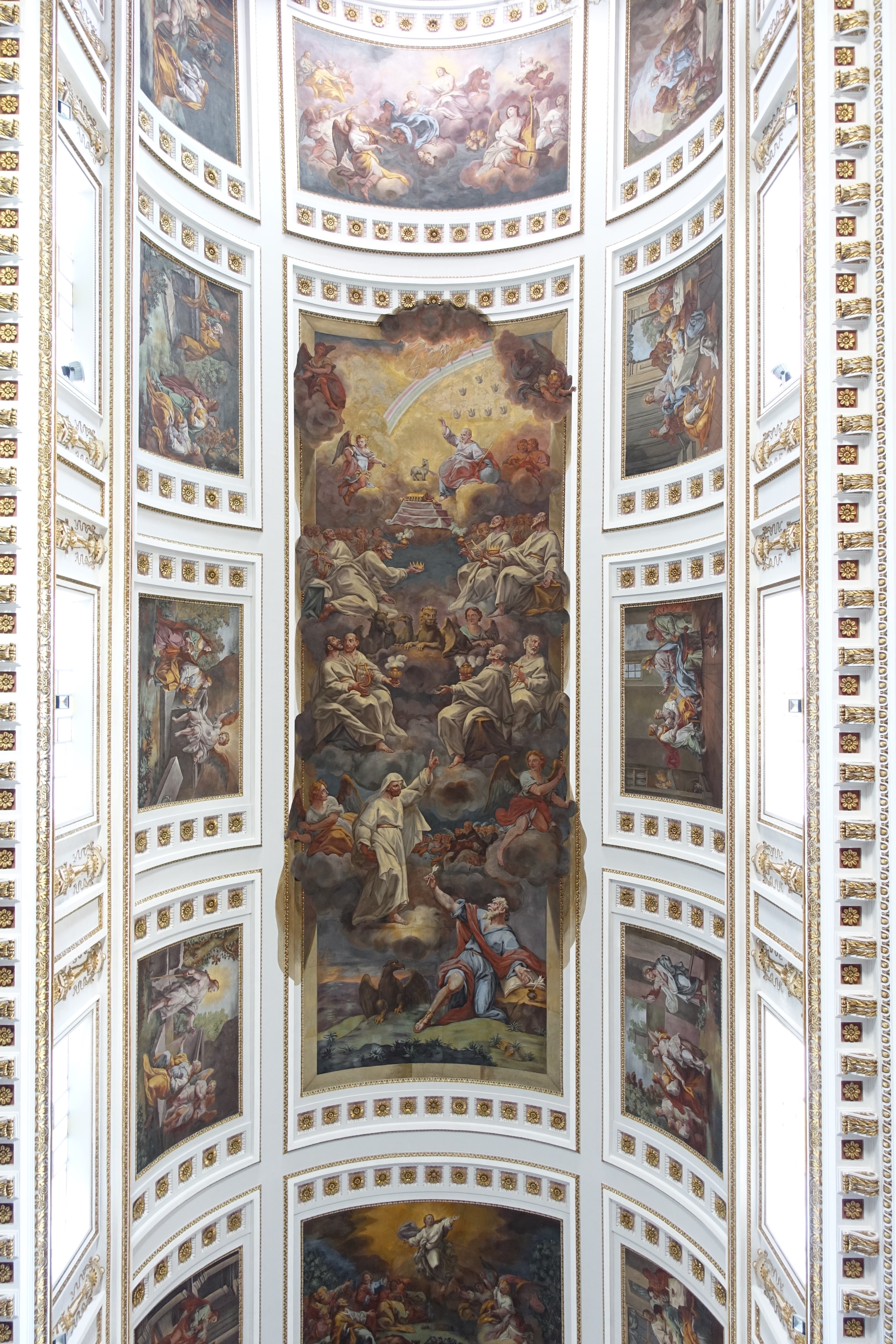
Soffitto

### Navata destra
- Prima campata: Cappella della Madonna delle Vittorie. Nell'ambiente è presente il sarcofago di Bartolomeo Tagliavia † 1551, manufatto attribuito a discepolo della bottega di Antonello Gagini, opera proveniente dalla primitiva Cappella della Madonna di Monserrato. Sulla parete il dipinto noto come Madonna dei Raggi, denominazione dovuta per via dei fasci di luce irradiati dalle mani del soggetto, opera d'autore ignoto.
- Seconda campata: Cappella di Santa Maria Maddalena. Sull'altare è collocata la statua lignea raffigurante Santa Maria Maddalena penitente in sostituzione di una primitiva tela, opera di Francesco Lanzirotto dal titolo Santa Maria Maddalena con Santi e Beate.
- Terza campata: ingresso laterale meridionale. Sul pilastro lato presbiterio è collocato il pulpito ligneo opera di Giuseppe Cannella del 1764, ideatore e autore del coro e dei confessionali.
- Quarta campata: Cappella di San Calogero. Sull'altare è posta la statua lignea raffigurante San Calogero con l'arciere e la cerva, opera attribuita al trapanese Nicolò Milanti. In una nicchia si venera Santa Teresa di Lisieux.
- Quinta campata: Cappella di Sant'Alfonso.

### Navata sinistra

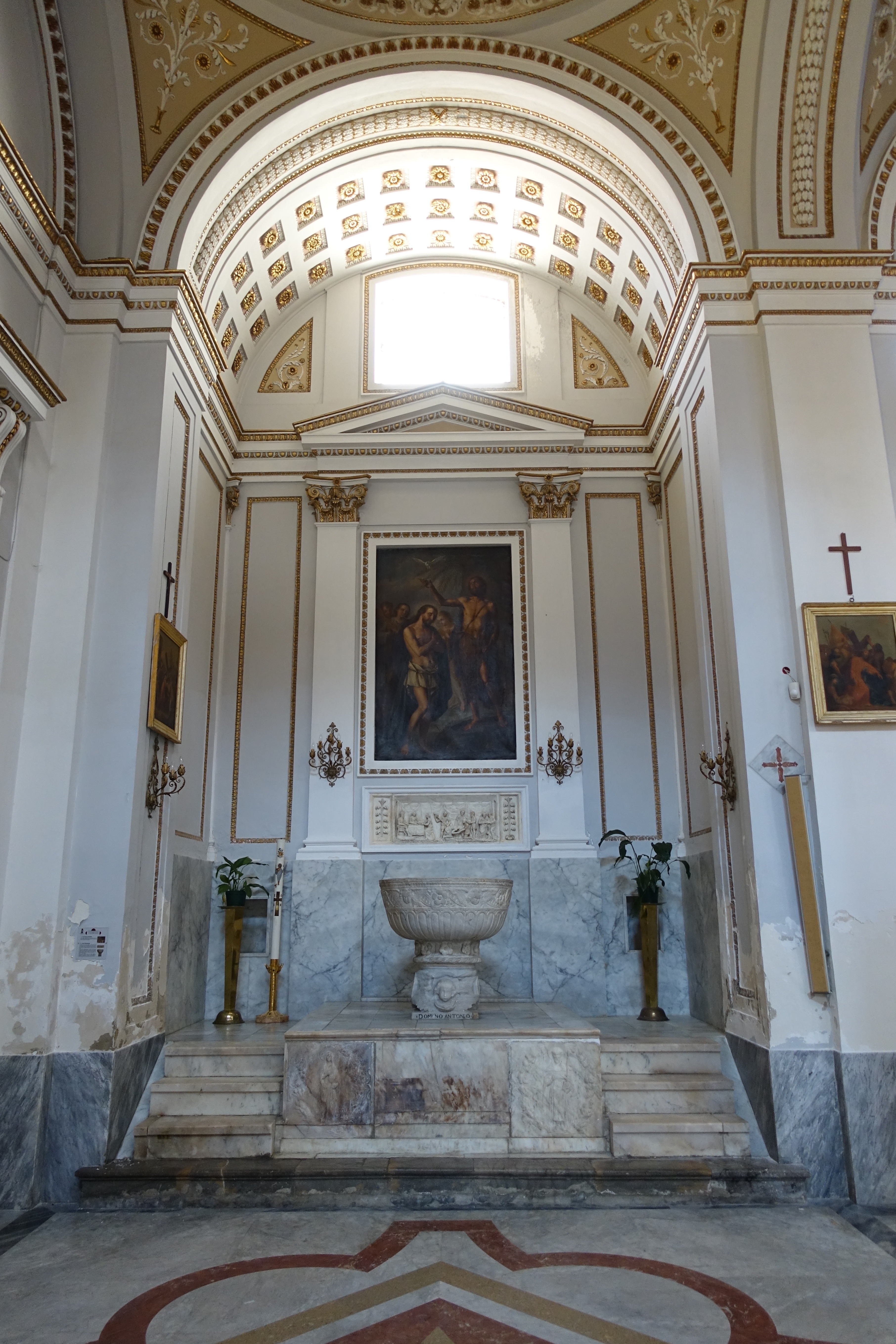
Navata sinistra

- Prima campata: Cappella di San Giovanni Battista. Nell'ambiente trova collocazione il fonte battesimale in marmo del 1495, sulla base si legge la data e il nome dell'arciprete Antonio De Piscibus, e del patrocinatore committente Andrea Burgio. Opera attribuita ad esponente di bottega gaginiana. Nello zoccolo del piano sono murate due formelle raffiguranti Santa Maria Maddalena penitente e San Calagero in abiti basiliani, opere provenienti dal carcere cittadino. Sulla parete il rilievo raffigurante la Decollazione di San Giovanni Battista del XVI secolo, facente parte di altro fonte battesimale proveniente dall'antica chiesa di San Pietro in Castro. Il dipinto su tela raffigurante il Battesimo di Gesù è opera di Francesco Lanzirotto.
- Seconda campata: Cappella della Madonna di Monserrato. Sull'altare la statua raffigurante la Madonna di Monserrato, opera attribuita a Domenico Gagini. A sinistra, la Madonna delle Grazie o Madonna del Cardellino; entrambe le sculture sono documentate nell'antica chiesa medievale.
- Terza campata: ingresso laterale settentrionale.
- Quarta campata: Cappella di Sant'Antonio di Padova. Sull'altare la statua lignea raffigurante Sant'Antonio di Padova. Nello stesso ambiente una nicchia ospita la statua di San Pasquale Baylón.
- Quinta campata: Cappella del Sacro Cuore di Gesù. Ambiente con statue raffiguranti il Sacro cuore di Gesù e San Vincenzo Ferreri.

### Transetto
- Braccio destro: Cappella della Madonna della Catena. Sull'altare la statua di marmo raffigurante la Madonna della Catena proveniente dall'antica Cappella Maurici, opera di Bartolomeo Berrettaro del 1506.[3]
- Braccio sinistro: Cappella di San Giuseppe già Cappella di San Pietro Apostolo. Il Patriarca già venerato nella primitiva Cappella Ferreri con una immagine andata dispersa. L'attuale statua è proveniente dalla Cappella della Madonna di Monserrato.

### Absidiole
- Absidiola destra: Cappella del Santissimo Sacramento. Tabernacolo marmoreo del 1538 realizzato dai fratelli Giandomenico e Antonino Gagini raffigurante San Pietro Apostolo e San Paolo Apostolo e le storie della Passione di Gesù.

Nei tre scompartimenti del pilastro sinistro, dal basso verso l'alto: Orazione nell'Orto degli Ulivi, Bacio e tradimento di Giuda, Cattura di Gesù. Nei tre scompartimenti del pilastro destro, dal basso verso l'alto: Flagellazione di Gesù, Processo di Gesù, Salita al Calvario.
Nel registro centrale il tabernacolo sormontato da baldacchino delimitato da angeli adoranti disposti su due livelli. Coppie di angeli in volo sorreggono e drappeggiano cortine laterali. Un elaborato cornicione recante teste di putto alate e grottesche separa i primi due ordini.
Nel secondo ordine due pinnacoli - candelabra delimitano le nicchie contenenti le raffigurazioni di San Pietro Apostolo e San Paolo Apostolo. Nel registro centrale l'altorilievo raffigurante la Crocifissione di Gesù. Un secondo cornicione è sormontato da lunetta con raffigurazione della Risurrezione di Gesù anch'essa delimitata da pinnacoli - candelabra.
Il busto sommitale di Dio Padre benedicente chiude la prospettiva piramidale."»
- Absidiola sinistra: Cappella del Santissimo Crocifisso. Crocifisso ligneo del XVI secolo.

### Altare maggiore
Nella nicchia dell'altare superiore è collocata la statua della Madonna del Soccorso di Giuliano Mancino e Bartolomeo Berrettaro, opera con raffigurazioni sullo scanello di Putto, Angelo e Demone, commissionata nel 1503 e consegnata nel 1504 ai confrati della chiesa di San Barnaba, tempio che sorgeva in prossimità dell'area occupata dall'attuale chiesa di Sant'Agostino. Per eventi sismici il manufatto marmoreo fu a lungo custodito nella chiesa del convento dell'Ordine di Sant'Agostino. Per volontà popolare e per l'emanazione delle leggi eversive che prevedevano la soppressione degli ordini religiosi e l'incameramento dei beni, la scultura fu trasportata per essere custodita nella chiesa madre e intronizzata sull'altare maggiore.
I quadroni su tela raffiguranti il Martirio di San Pietro Apostolo e la Sacra Famiglia di Nazareth coi progenitori Sant'Anna e San Gioacchino, un ricco apparato decorativo in stucco completano il cappellone. Lungo le pareti laterali è disposto il coro composto da 40 stalli, opera di Giuseppe Cannella e bottega del 1764, medesimo ideatore e autore del pulpito ligneo e dei confessionali.

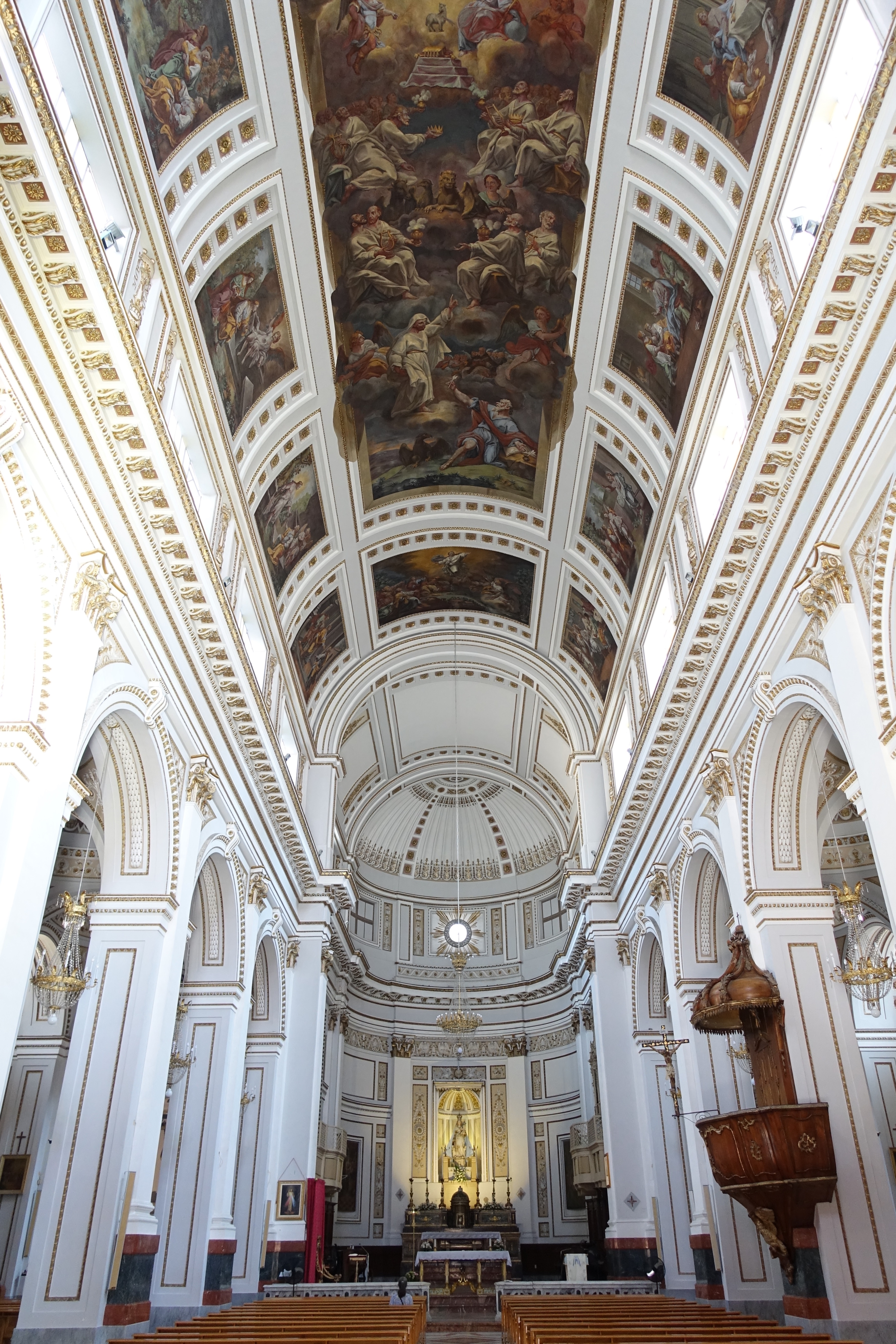
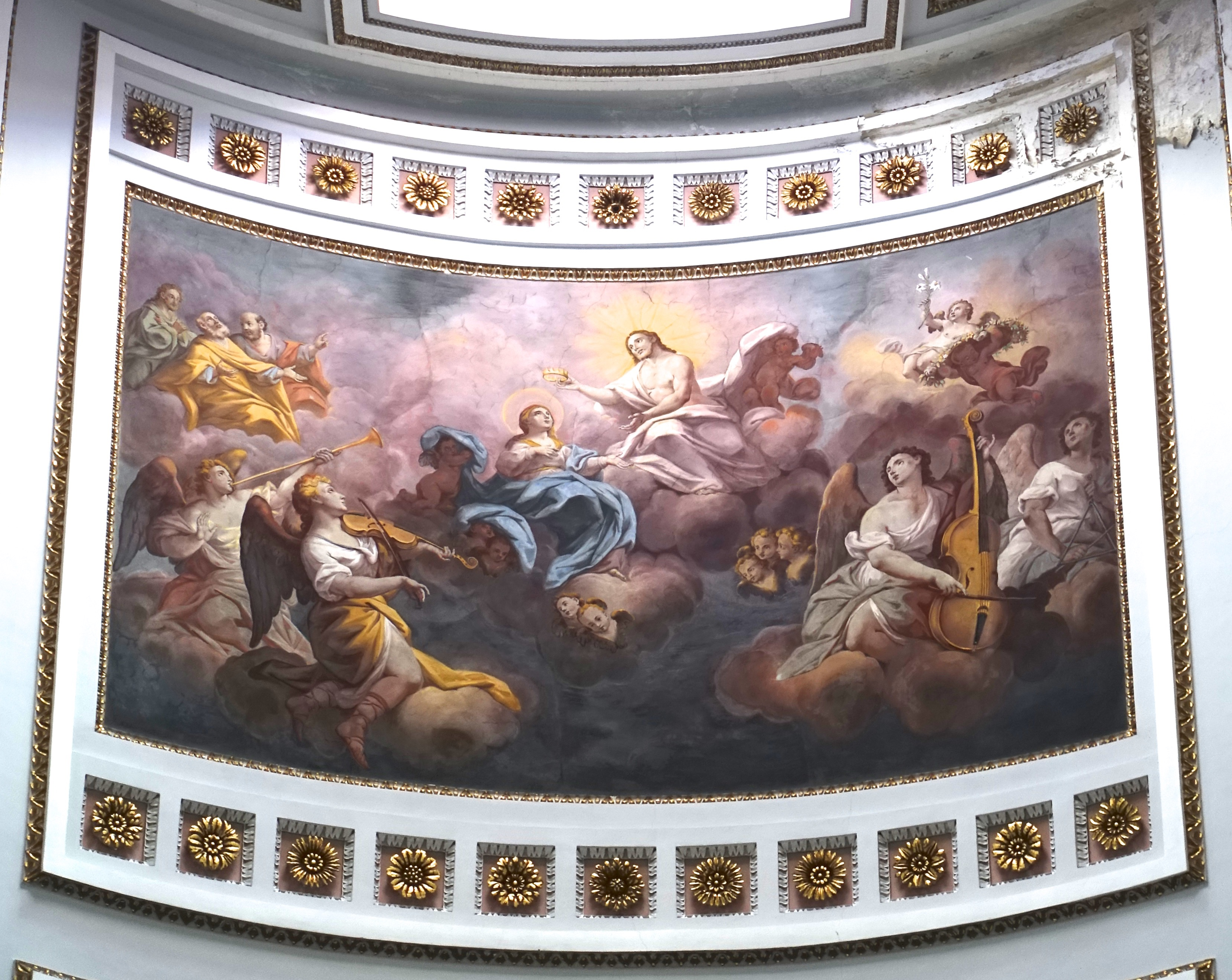

## Sacrestia
Nella sacrestia e altri ambienti parrocchiali sono documentati:
- 1577, Formelle o stemmi, manufatti marmorei raffiguranti Santa Maria Maddalena tra leoni rampanti - antico stemma cittadino - lo stemma della famiglia Perollo e quello della famiglia Garro - Maurici. Opere realizzate da Giandomenico Gagini.[4]
- ?, Martirio di San Lorenzo, dipinto proveniente dalla chiesa eponima.
- ?, Martirio di San Pietro, dipinto.
- ?, Santi Cosma e Damiano, dipinto.
- ?, Assunzione di Maria, verosimilmente bozzetto per affresco della volta della chiesa di Santa Maria delle Giummare.
- XV secolo, Santa Maria degli Angeli o Madonna di Loreto, statua marmorea con dedica nel piedistallo della famiglia Tagliavia patrocinatrice della scultura, opera proveniente dalla chiesa del convento di San Francesco.
- XV secolo, Santa Maria di Gesù, statua marmorea proveniente dalla chiesa del convento di San Francesco, già custodita nella chiesa di San Rocco.
- ?, Maria Maddalena, antico dipinto su tela, opera di ignoto.
- ?, Crocifisso, manufatto ligneo, documentato al centro del soffitto dell'antica chiesa.
- Salone di San Rocco: 
  - ?, San Rocco, dipinto, opera di Giuseppe Sabella.

Sarcofago di Gerardo Noceto † 1545, botanico saccense del '500, collocato in un locale a piano terra, sottostante alla sagrestia, adibito a circolo ricreativo.

## Feste religiose
- 2 febbraio, Û vutu, Il 1º febbraio del 1626 pellegrinaggio dalla chiesa di Sant'Agostino alla chiesa madre per impetrare il celeste aiuto contro la peste. 2 febbraio 1626, pellegrinaggio della statua della Madonna portata in processione dai marinai: miracolo della guarigione dalla peste. Annualmente si celebra la festa della patrona di Sciacca.
- 15 agosto, Festa della patrona di Sciacca, si rinnovano i ringraziamenti per la miracolosa intercessione.